# 발데마르 4세

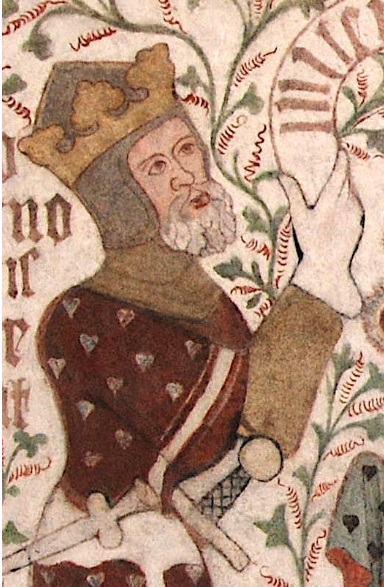
발데마르 4세

발데마르 4세(덴마크어: Valdemar IV, 1320년경 ~ 1375년 10월 24일)는 덴마크의 국왕(재위: 1340년 6월 24일 ~ 1375년 10월 24일)이다. 부흥왕 발데마르(덴마크어: Valdemar Atterdag 발데마르 아테르다그[*])라는 별칭으로 부르기도 한다.

## 생애
에스트리센가(Estridsen) 출신이다. 크리스토페르 2세 국왕과 그의 아내인 포메라니아의 에우페미아(Eufemia)의 막내 아들로 태어났다. 어린 시절에는 신성 로마 제국의 황제였던 루트비히 4세의 바이에른의 궁정에서 망명 생활을 했다.
1340년 6월 홀슈타인렌츠부르크(Holstein-Rendsburg)의 게르하르트 3세(Gerhard III) 백작을 암살한 닐스 에베센(Niels Ebbesen)이 비보르에서 의회를 소집했다. 닐스 에베센의 주도로 열린 비보르 의회는 발데마르를 덴마크의 국왕으로 추대했다. 1340년에는 슐레스비히의 에리크 2세(Erik II) 공작의 딸인 헬비(Helvig)와 결혼했다.
덴마크의 국왕으로 즉위한 이후에는 윌란반도 북부의 1/4을 되찾았다. 1347년에는 독일인 부대를 물리치면서 셸란섬을 탈환했다. 1349년부터 1350년까지 덴마크에서 유행한 흑사병으로 인해 덴마크 전체 인구의 33% ~ 66%에 달하는 인구가 흑사병에 감염되었다.
1360년에는 스웨덴을 침공하면서 헬싱보리를 차지했으며 자신이 할란드, 블레킹에, 스코네의 영주임을 선언했다. 그렇지만 1362년에 스웨덴, 노르웨이, 한자 동맹 연합군이 발데마르 4세의 스웨덴 침공에 대한 보복으로 덴마크를 침공하게 된다.
1368년에는 윌란반도에서 귀족들이 반란을 일으켰고 1368년 부활절에 덴마크에서 추방되고 만다. 1370년 덴마크와 한자 동맹 사이에 체결된 슈트랄준트 조약을 통해 한자 동맹의 무역 참여 보장, 무역 함대에 대한 세금 면제 혜택을 승인했다. 1375년 셸란섬 북부에 위치한 구레 성(Gurre) 성에서 사망했다. 그의 시신은 소뢰(Sorø) 수도원에 안치되었다.